# The Smiler
The Smiler est un parcours de montagnes russes en métal du parc Alton Towers, situé à Alton, dans le comté anglais du Staffordshire, au Royaume-Uni. Ce sont des montagnes russes assises du constructeur Gerstlauer qui détiennent le record du monde du nombre d'inversions sur des montagnes russes, avec 14 inversions. L'ouverture au public a lieu le 31 mai 2013, après plusieurs reports.

## Historique

### Construction et reports d'ouverture

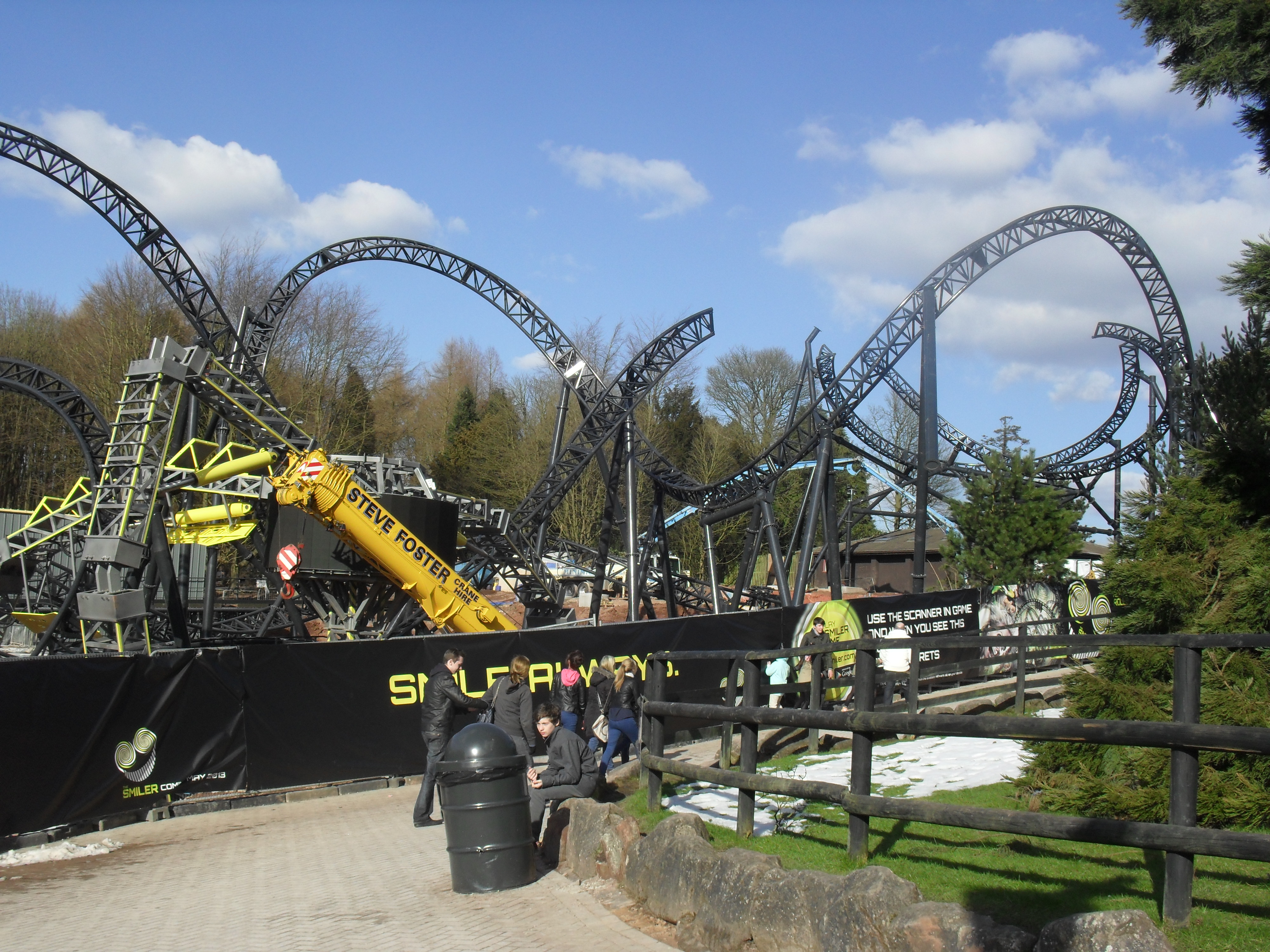
The Smiler, un mois avant l'ouverture.

Le 15 mars 2012, le parc reçoit l'autorisation de construire la nouvelle attraction, alors connue sous le nom « Secret Weapon 7 ». La construction verticale débute en décembre 2012.
L'ouverture de l'attraction est d'abord annoncée pour mars 2013, à l'ouverture du parc, mais le mauvais temps et le manque de personnel sur le site provoque des retards et l'ouverture est programmée pour le 23 mai suivant. Le 17 mai, un groupe de seize journalistes venus tester l'attraction en avant-première reste bloqué pendant trente minutes sur le premier lift hill.
Le 22 mai, le parc annonce que l'attraction n'ouvrira pas le 23 à cause de problèmes techniques, sans donner de nouvelle date. The Smiler ouvre finalement le 31 mai 2013, mais le 22 juillet de la même année, elle est à nouveau fermée pour quatre jours, des boulons s'étant détachés et ayant provoqué l'écartement de deux portions de rail. De nombreux autres incidents techniques amènent ensuite à des fermetures ponctuelles, dont l'une s'est produite en novembre 2013.

### Accident
Le 2 juin 2015, une collision entre un train vide et un autre transportant seize passagers blesse grièvement quatre personnes aux jambes,,. Le parc d'attractions et sa société mère Merlin Entertainments ferment le parc, le sécurisent et revoient leurs procédures, pas seulement à Alton Towers mais dans tous leurs parcs. Il est en outre décidé la fermeture provisoire de trois autres attractions : Saw - The Ride à Thorpe Park, Dragon's Fury et Rattlesnake à Chessington World of Adventures. À la réouverture du parc, la zone X-Sector, incluant les attractions Oblivion et Enterprise reste fermée temporairement, ainsi que l'attraction Sonic Spinball, pour des raisons liées à l'enquête du Health & Safety Executive et aux protocoles de sécurité. The Smiler reste fermé pour une durée indéfinie,.
Cet accident entraîne une longue affaire judiciaire,,. Fin novembre 2015, Merlin Entertainments publie le rapport de l'enquête interne concluant à une erreur humaine liée à un non-respect des procédures de sécurité, écartant toute cause technique. Une réouverture de l'attraction pour la saison 2016, avec de nouvelles procédures de sécurité, est annoncée dans la foulée,, bien que l'enquête officielle soit toujours en cours à cette date.
La fréquentation de l'année 2015 subit une baisse spectaculaire de 25,2 %. Les chiffres de Thorpe Park — également détenus par Merlin — en sont également affectés. The Smiler rouvre le 19 mars 2016.

## Parcours
Le parcours a une descente de trente mètres et une longueur de 1 170 mètres. Il fait quatorze inversions, ce qui constitue un record mondial, et compte deux lift hills,. Le circuit se situe dans la zone X-Sector, près de l'attraction Oblivion, sur le site des montagnes russes Black Hole fermées en 2005.